# Hello again 〜Song selection vol.1
『Hello again 〜Song selection vol.1』（ハロー・アゲイン ～ソング・セレクション・ボリューム・ワン）は、KATSUMIの24枚目の会場限定CD。

## 内容
ライブ会場限定で販売されている会場限定CDの24作目。公式ファンクラブ「Hip Bird Club」会員のみ、ファンクラブ運営の通信販売にて購入することができる。
ディスクはCD-R仕様となっている。
本作はセレクション・アルバムとして扱われており、これまでに発表された会場限定CDの収録曲の中からKATSUMI自身が選曲したものに加え、新曲と初収録曲が1曲ずつ収録されている。
元々「○○ version」など副題が付されていた音源に関しては、今作のリーフレットでは一部を除きその表記がされていない。

## 収録曲
特記以外作詞・作曲・編曲：KATSUMI
1. Crossing Love
作曲：石川洋
11枚目『Colorful』収録曲。
2. 約束の地
13枚目『Catch me of you can plus』収録曲。
3. Sakura Sakura
15枚目『Bloom』収録曲。
映画『さくら、さくら 〜サムライ化学者・高峰譲吉の生涯〜』エンディング・テーマ。
4. 明日なき愛
作曲：石川洋
10枚目『Another PART of ME』収録曲。
元々は副題に「self duet version」と付されていた。
5. 花をください 〜piano version〜
初収録曲。
9thオリジナル・アルバム『Seeds of Love』収録楽曲を新録。
ピアノ演奏を作曲家・塩入俊哉が担当している。
6. 心の絆
7枚目『Your Songs 2012』収録曲。
7. ICE on FIRE
作曲：石川洋
11枚目『Colorful』収録曲。ピアノ演奏を石川洋が担当している。
8. いつも どんな時も
5枚目『True North』収録曲。
9. 笑顔がいいね
作曲：高橋研
8枚目『In my Dream』収録曲。
10. とまらない想い
新曲。